# درنووا (پرییپویه)
درنووا (به صربی: Drenova) یک منطقهٔ مسکونی در صربستان است که در پریژپولجه واقع شده‌است. درنووا ۲۰۸ نفر جمعیت دارد.